# Iris magnifica
Iris magnifica är en irisväxtart som beskrevs av Aleksei Ivanovich Vvedensky. Iris magnifica ingår i släktet irisar, och familjen irisväxter. Inga underarter finns listade i Catalogue of Life.

## Bildgalleri

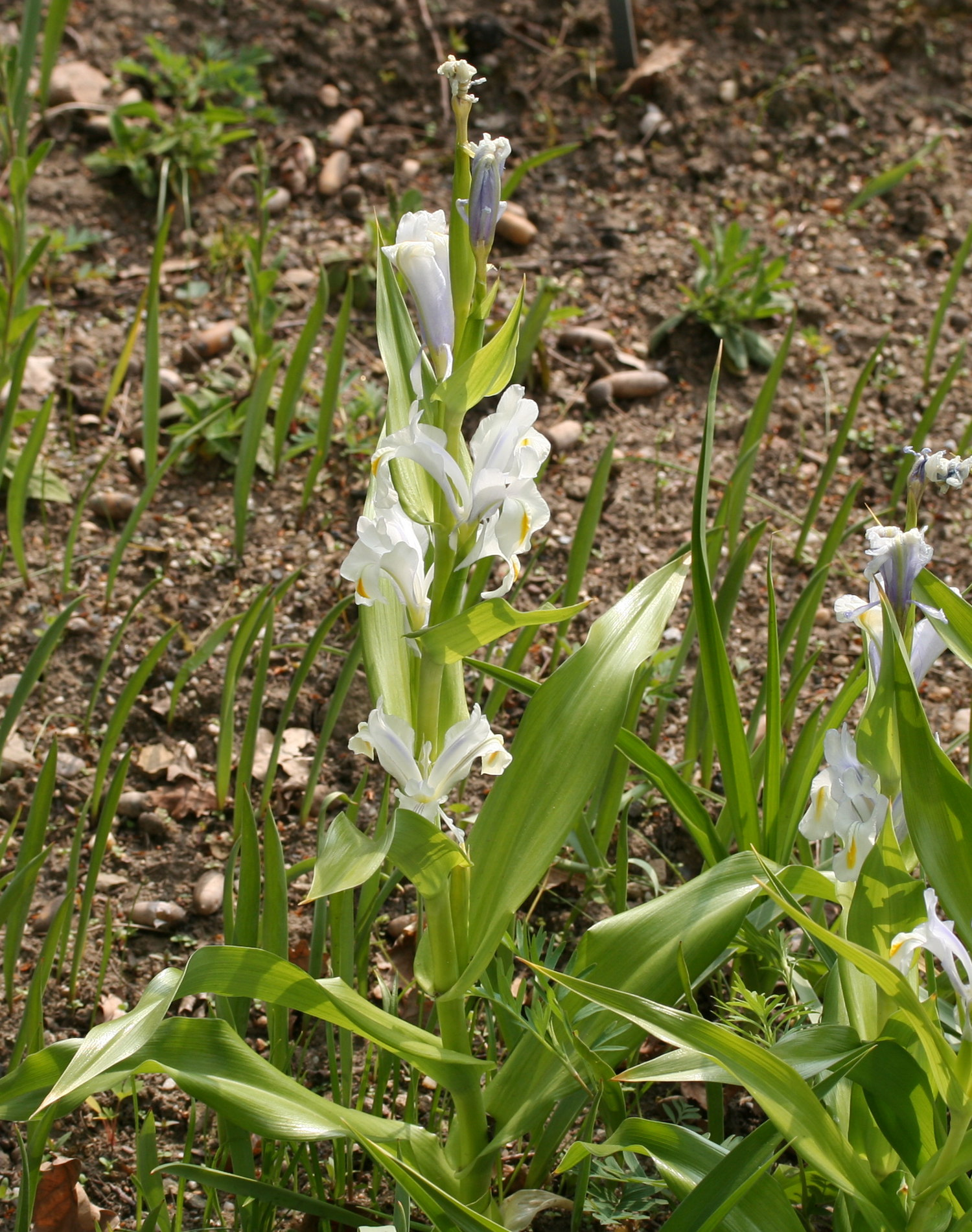